# Holambra
Holambra is een Braziliaanse gemeente in de staat São Paulo, gesticht op 27 oktober 1991. Haar naam, de samentrekking van Holland, Amerika en Brazilië, komt voort uit de Nederlandse nederzetting die ontstond op de toenmalige boerderij Ribeirão. De gemeente heeft de zevende beste ontwikkelingsindex en de beste veiligheidsindex van Brazilië. Met gekwalificeerd handwerk in de landbouwsector, is de gemeente het grootste productiecentrum van bloemen en planten van Latijns-Amerika. Holambra wordt beschouwd als een toeristische trekpleister en organiseert jaarlijks de grootste bloemenexpositie van Latijns-Amerika: de Expoflora.

## Geschiedenis
Ten gevolg van de verwoestingen veroorzaakt door de Tweede Wereldoorlog, stimuleerde de Nederlandse regering de emigratie van een deel van de bevolking naar voornamelijk Australië, Brazilië, Canada en Frankrijk. Brazilië was echter het enige land dat grote groepen katholieken wenste toe te laten. Met instemming van de Nederlandse regering stuurde de Katholieke Nederlandse Boeren- en Tuinders Bond (KNBTB) een commissie naar Brazilië om de immigratie van Nederlanders in goede banen te leiden en om een akkoord te sluiten met de Braziliaanse regering.
Een groep van ongeveer vijfhonderd Brabantse boeren emigreerde naar Brazilië en vestigde zich op de toenmalige boerderij Ribeirão in de staat São Paulo. Zij stichtten op 14 juli 1948 de coöperatie Cooperativa Agro Pecuária Holambra, waarvan Holambra de samentrekking is van Holland, Amerika en Brazilië (Portugees: Holanda, América e Brasil), met als doel de productie van melk en melkproducten. Omdat het meegebrachte vee aan tropische ziekten bezweek, schakelde men over op varkens- en kippenteelt.
De sierteelt begon in 1951 met de productie van gladiolen en werd tussen 1958 en 1965 verder uitgebreid. In 1972 werd het sierteeltdepartement opgericht voor de verkoop van grote aantallen bloemen en sierplanten en in 1989 begon Holambra met het veilen van bloemen en planten.
Op 27 oktober 1991 stemde de meerderheid van de bewoners voor autonomie en ontstond de gemeente Holambra. De gemeente kreeg in 1997 het predicaat 'toeristische trekpleister' (Portugees: estância turística) van Embratur (Braziliaans instituut voor toerisme) toebedeeld.

## Economie
De economie van Holambra is gebaseerd op landbouw en toerisme.

### Landbouw
De landbouw, met name de fruitteelt en de sierteelt, is de voornaamste economische activiteit van Holambra. De gemeente is de grootste exporteur van bloemen van Latijns-Amerika, verantwoordelijk voor 80% van de export en 40% van de bloemenproductie van Brazilië. Net als in Aalsmeer worden de bloemen en planten dagelijks elektronisch geveild. De veiling vindt plaats in de coöperatie Veiling Holambra, die het voornaamste verkoopcentrum van bloemen en planten van Brazilië is.

### Toerisme
Holambra wordt in Brazilië de "bloemenstad" genoemd en mag sinds 1997 officieel de titel van 'toeristische trekpleister' (Portugees: estância turística) voeren. De gemeente toont door middel van de architectuur, handwerk, muziek, dansvoorstellingen en gastronomie een deel van de Nederlandse cultuur aan haar bezoekers.
Het hele jaar door organiseert Holambra verschillende evenementen, exposities en themamarkten. De gemeente bezit verscheidene hotels, pensions, chalets en een camping.

#### Expoflora
Expoflora, dat sinds 1981 wordt gehouden in september, is de grootste expositie van bloemen en sierplanten van Latijns-Amerika. Jaarlijks trekt dit evenement meer dan 200.000 bezoekers aan. Tevens vindt er een bloemencorso plaats en worden bij dit evenement de verschillende facetten van de Nederlandse cultuur onder de aandacht gebracht.

#### Hortitec
Hortitec is een evenement dat jaarlijks in juni wordt gehouden. Hier exposeren landbouwproducenten uit binnen- en buitenland hun producten. Elk jaar bezoeken ongeveer 20 duizend mensen dit evenement.

## Galerij

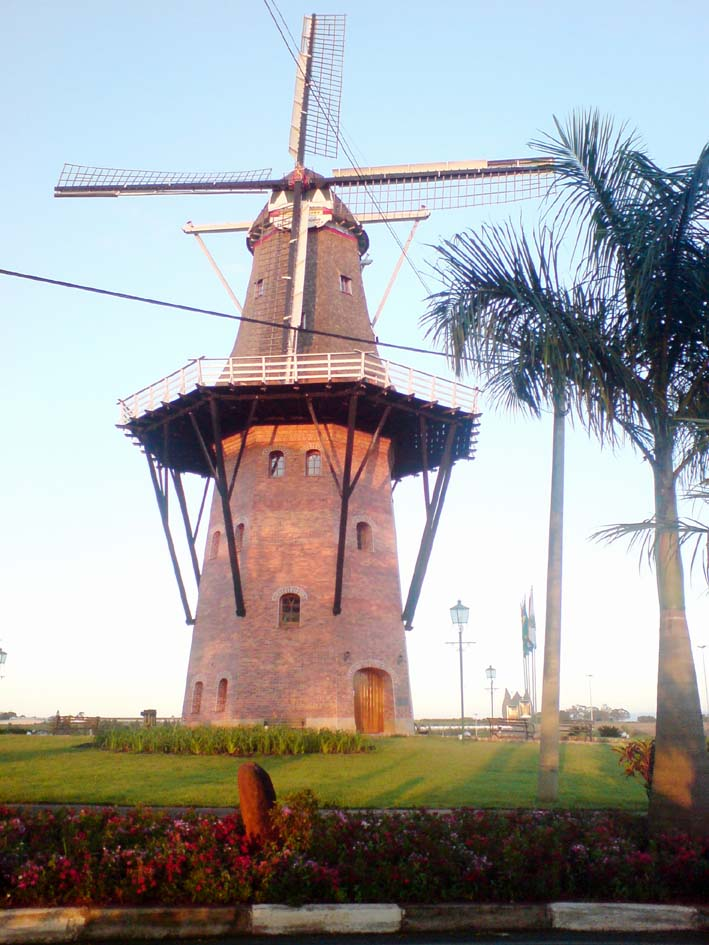
Windmolen
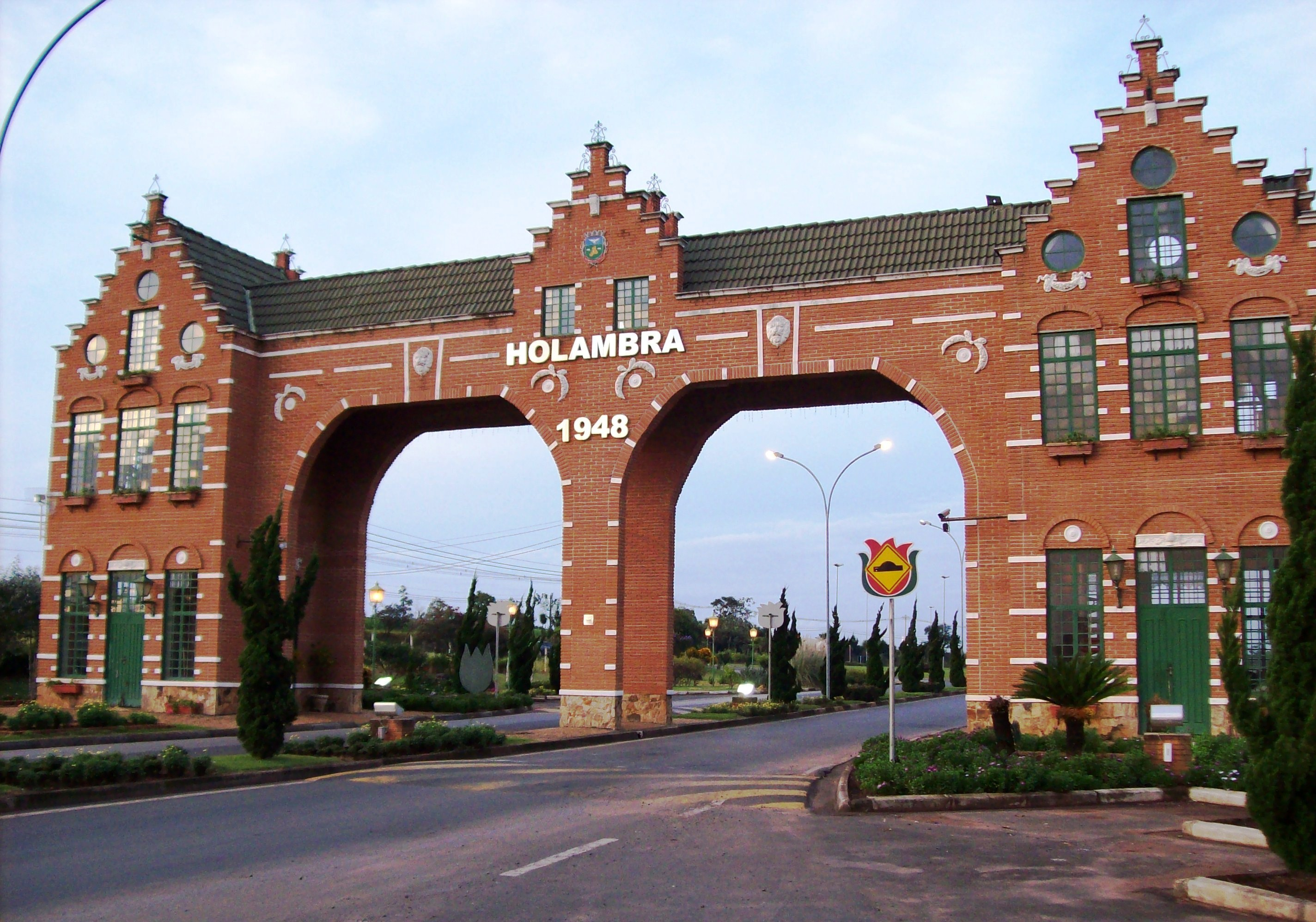
Toegangspoort
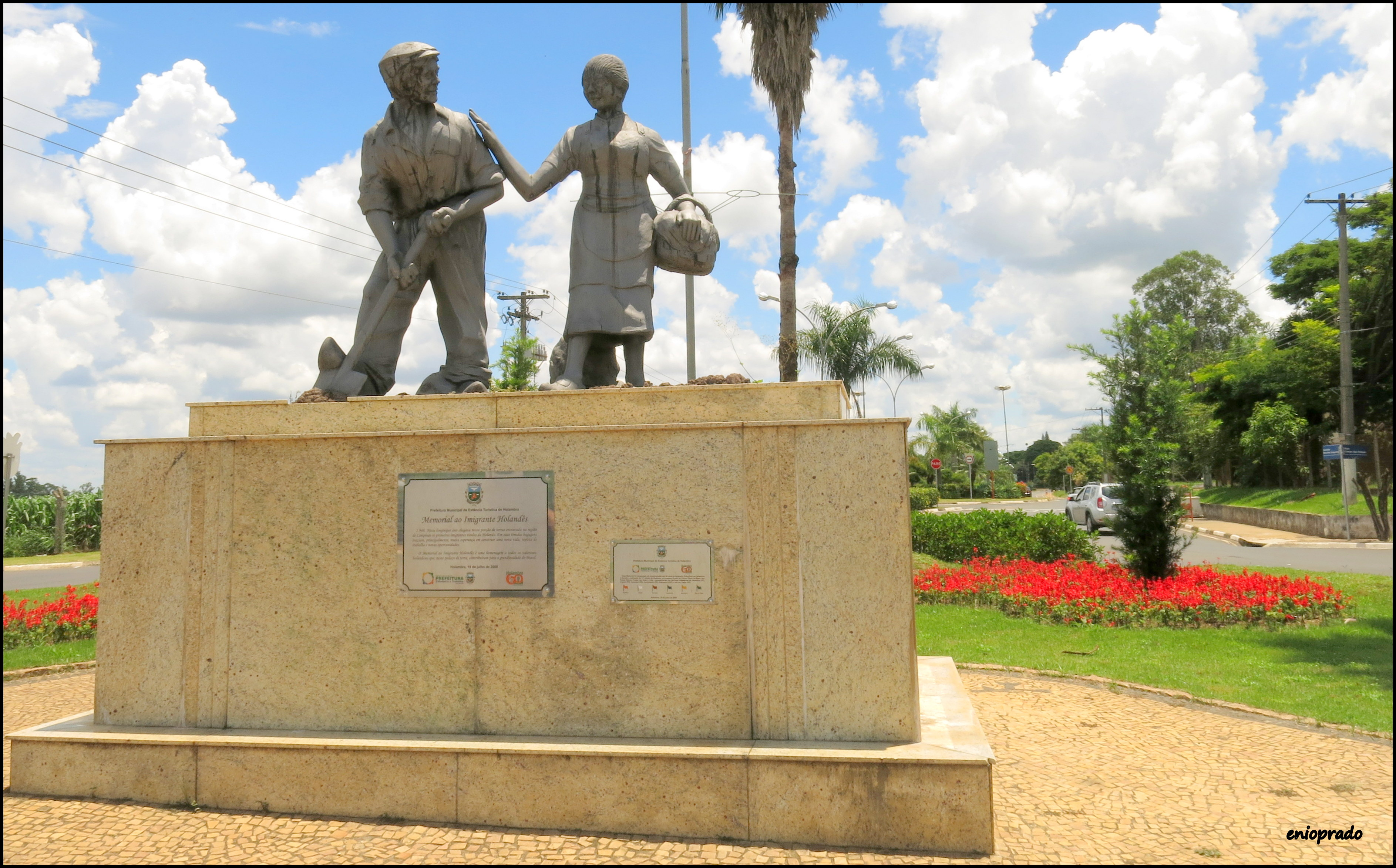
Monument voor de Nederlandse migranten